# Чернівці (селище)
Черні́вці — селище в Могилів-Подільському районі Вінницької області. Найкоротший шлях до обласного центру проходить автошляхом Т 0230.

## Історія
Першу письмову згадку про заселення території тодішнього села знаходимо у грамоті 5 травня 1393 року. Тоді великий литовський князь Вітовт надав Василю Карачевському право на заснування села Княжої Луки в Кам'янецькому повіті Подільської землі на пустці між річками Морашками, де Морашка Сеньковська впадає у Морахву Велику. В документі описано, що до меж землі, на якій мало бути осаджене село належав ліс над берегом Мурашки, який називають Стриюв Рог, а також Куликові ліски. На цій пустці і була заснована Княжа Лука. В деяких пізніше переписаних і надрукованих копіях цього документу він зустрічається під помилково прочитаною датою 1383 роком, проте в оригінальному документі з Шаргородського архіву чітко значиться дата: літа тисячного трисотного дев'ятьдесят третього. Адже в 1383 році Вітовт ще не був великим князем литовським і не володів Поділлям. 
У пізніших документах зустрічається кілька варіантів його назви: Черняхівці, Черніївці, Черніїв. Пізніше закріпилася назва Чернівці.
Відомо, що в 1432 році вони вже були значним населеним пунктом. У 1546 році стали власністю брацлавського шляхтича Білого Скіндера і за його прізвищем називалися Скіндерполем.
Під час Хмельниччини якийсь час місто було під контролем повстанців. Після того, як чернівчани взнали про несподіваний для повстанців та міщан напад коронного війська на Ямпіль взимку 1651 року, коли він був узятий (загинули близько 6000 козаків та волохів), вони вирішили здатись королівському війську для уникнення зайвого кровопролиття.
7 (20) листопада 1917 року, відповідно до Третього Універсалу Української Центральної Ради, увійшло до складу Української Народної Республіки.
12 червня 2020 року, відповідно до Розпорядження Кабінету Міністрів України № 707-р «Про визначення адміністративних центрів та затвердження територій територіальних громад Вінницької області» увійшло до складу Чернівецької селищної територіальної громади.
19 липня 2020 року, в результаті адміністративно-територіальної реформи та ліквідації Чернівецького району, селище увійшло до складу Могилів-Подільського району.

## Адміністративна належність
З 1795 до 1923 центр Чернівецької волості Ямпільського повіту.
У 1923-1962 та 1990-2020 
центр Чернівецького району.
У ході декомунізації в Україні в липні 2016 року було перейменовано низку вулиць у Чернівцях, зокрема, вулиця Леніна стала Святомиколаївською.
До 2020 року було в складі Чернівецького району. 

## Населення

### Чисельність
| 1939    | 1959    | 1979    | 1989    | 2001    | 2003    | 2004    |
| ------- | ------- | ------- | ------- | ------- | ------- | ------- |
| 7 843   | ▼ 4 173 | ▬ 4 132 | ▼ 3 307 | ▼ 3 183 | ▼ 3 121 | ▼ 3 079 |
| 2005    | 2006    | 2007    | 2008    | 2009    | 2010    | 2011    |
| ▼ 3 049 | ▼ 3 017 | ▼ 2 996 | ▼ 2 950 | ▲ 2 964 | ▼ 2 935 | ▬ 2 935 |
| 2012    | 2013    | 2014    | 2015    | 2016    | 2017    | 2018    |
| ▼ 2 923 | ▼ 2 891 | ▼ 2 867 | ▼ 2 830 | ▼ 2 799 | ▼ 2 766 | ▼ 2 725 |
| 2019    | 2020    | 2021    | 2022    |         |         |         |
| ▼ 2 672 | ▼ 2 622 | ▼ 2 568 | ▼ 2 483 |         |         |         |

### Мова
Розподіл населення за рідною мовою за даними перепису 2001 року:
| Мова            | Кількість | Відсоток |
| --------------- | --------- | -------- |
| українська      | 3045      | 98.54%   |
| російська       | 27        | 0.87%    |
| єврейська       | 3         | 0.10%    |
| польська        | 5         | 0.16%    |
| румунська       | 2         | 0.06%    |
| білоруська      | 2         | 0.06%    |
| гагаузька       | 1         | 0.03%    |
| вірменська      | 1         | 0.03%    |
| інші/не вказали | 4         | 0.15%    |
| Усього          | 3090      | 100%     |

## Архітектурні пам'ятки
Найвизначнішими пам'ятками Чернівців є:
- церква-ротонда Марії Магдалени — каплиця-мавзолей шляхетського роду Маньковських
- Костел святого Миколая[24] (1640 p.[25]) фундації Станіслава Конецпольського.

## Відомі люди
- князь Єжи Александер Любомирський — 1728 року надав для забезпечення костелу в містечку село Коси[26][27]
- Кару (Крупник) Барух (1889–1972) - ізраїльський літератор, публіцист, перекладач[28].

### Народились
- Косаківський Леонід Григорович (нар. 21 січня 1950) — перший у незалежній Україні Київський міський голова. Представник Президента України в Києві (1993—1994), голова Київської міської державної адміністрації (1995—1996), голова Київської міської ради (1994—1997), Київський міський голова (1997—1998). Народний депутат України ІІІ скликання.
- Казімєж Любомирський — польський аристократ, композитор, освітній діяч, меценат.[29]
- Красуляк Зоя Іванівна (1967) — українська поетеса.
- Ясінський В'ячеслав Андрійович (1957—2015) — український педагог.

## Галерея

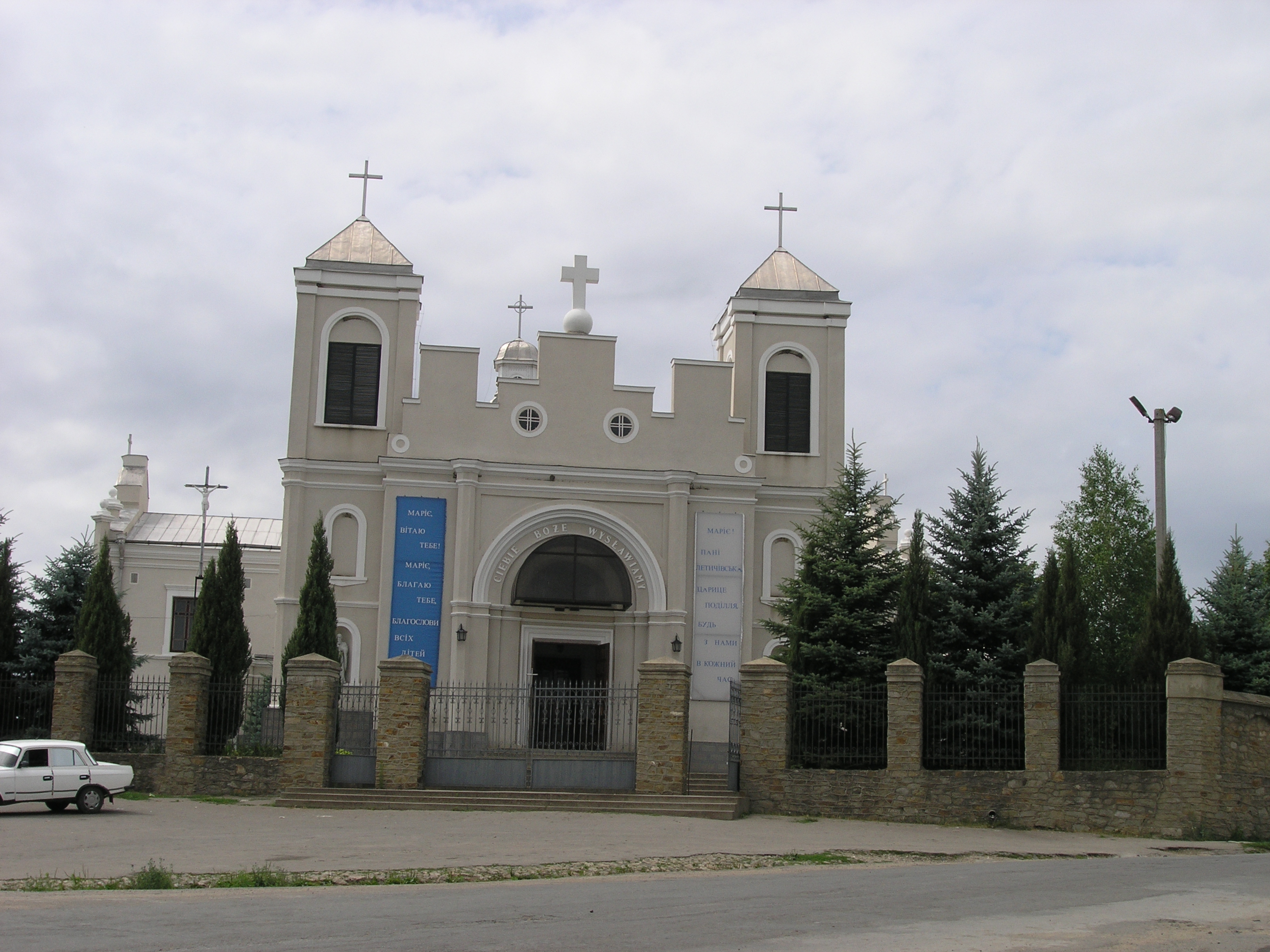
Костел
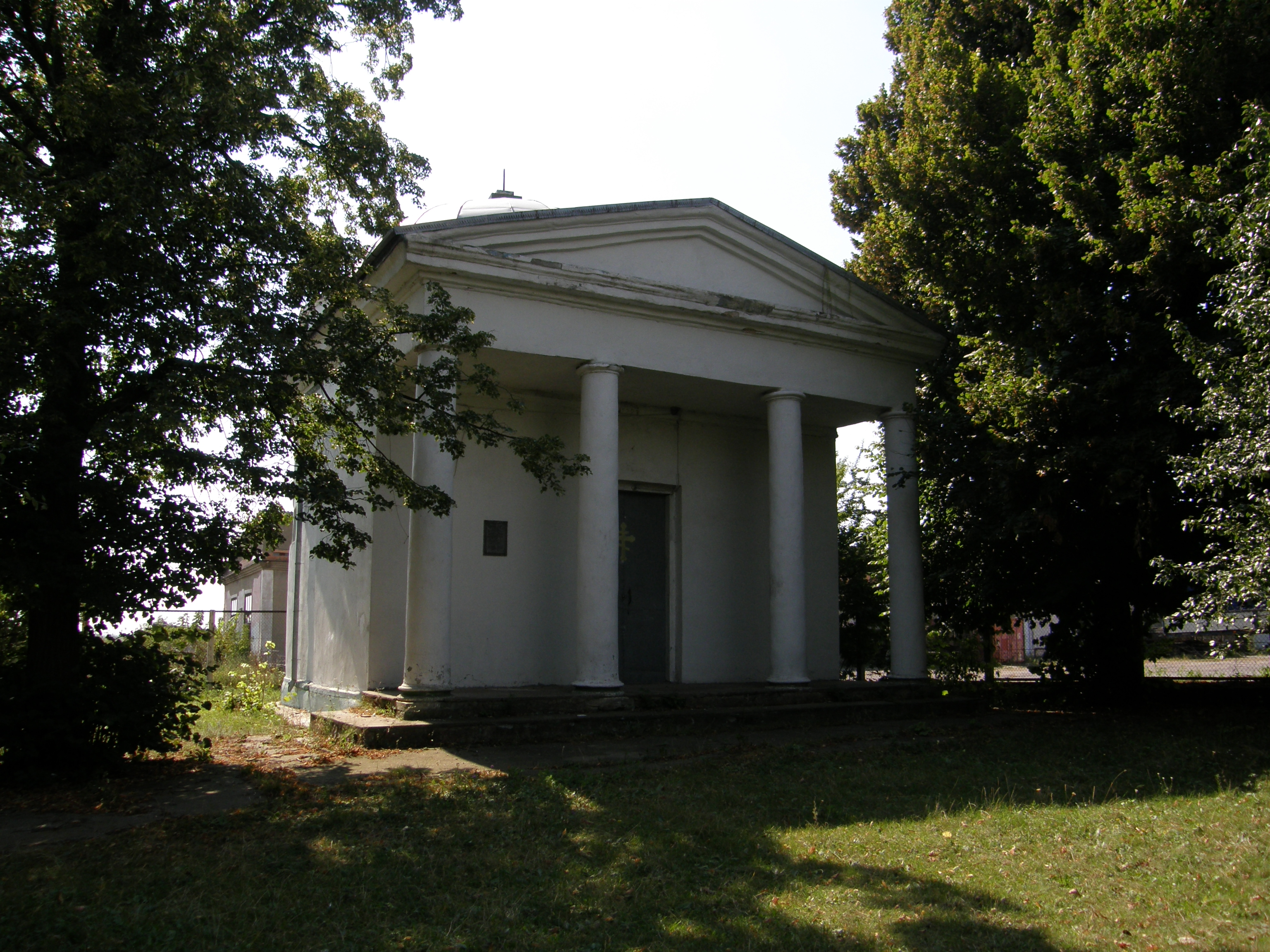
Ротонда-мавзолей Маньковських